# San Luis del Palmar
San Luis del Palmar é um município da Argentina, localizada na província de Corrientes. É a capital do departamento de San Luis del Palmar.